# Белгатой (Веденський район)
Белгатой (рос. Белгатой) — село у Веденському районі Чечні Російської Федерації.
Населення становить 542 особи (2019). Входить до складу муніципального утворення Белгатойське сільське поселення.

## Історія
Згідно із законом від 20 лютого 2009 року органом місцевого самоврядування є Белгатойське сільське поселення.

## Населення
| 1990 | 2002 | 2010 | 2012 | 2013 | 2014 | 2015 |
| ---- | ---- | ---- | ---- | ---- | ---- | ---- |
| 725  | ↘231 | ↗621 | ↘604 | ↗610 | ↘583 | ↘575 |
| 2016 | 2017 | 2018 | 2019 |      |      |      |
| ↘564 | ↘552 | ↘545 | ↘542 |      |      |      |